# Covăsânț
Covăsânț è un comune della Romania di 2 634 abitanti, ubicato nel distretto di Arad, nella regione storica della Transilvania.
La presenza del comune è documentata dal 1278, tuttavia si suppone che vi fossero insediamenti umani fin dal neolitico, periodo a cui risalgono sepolture con tumuli in pietra e materiale ceramico scoperti nella zona.
Certa è invece la presenza di un insediamento di epoca romana, in quanto durante una campagna di scavo sono stati ritrovate circa 500 monete d'argento di epoca imperiale da Nerone fino a Faustino (I-III secolo).
Altri monumenti presenti nel comune sono due castelli fortificati, denominati Tornea e Hindec, ed una torre a cui sono affiancati i resti di una basilica gotica costruita attorno al XIV secolo.
A Covăsânț nacque Corneliu Micloși (1887-1963), ingegnere e membro dell'Accademia Romena (Academia Română).